# Fotografická zastávka

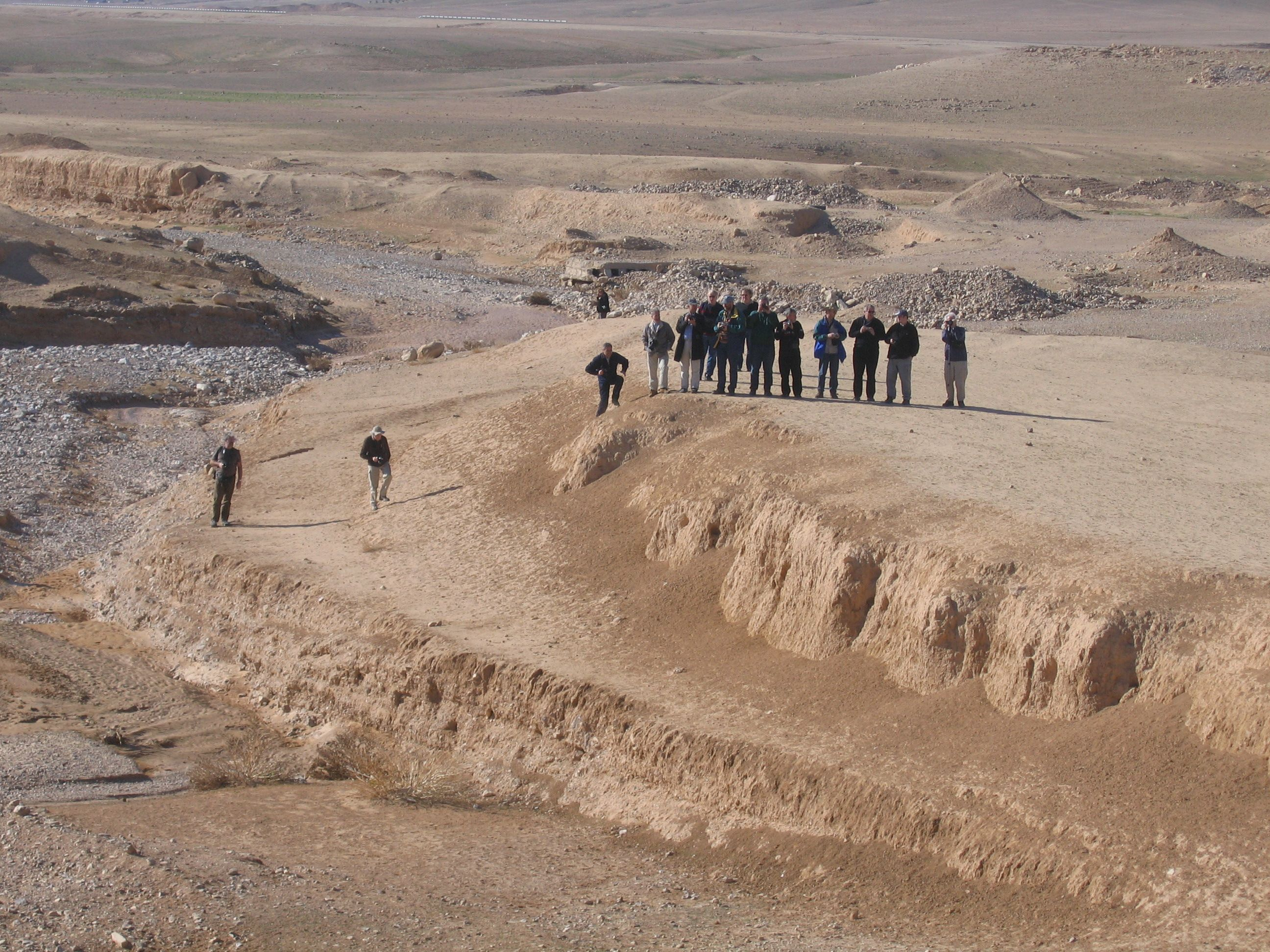
Řada fotografů na fotografické zastávce – pohled z vlaku

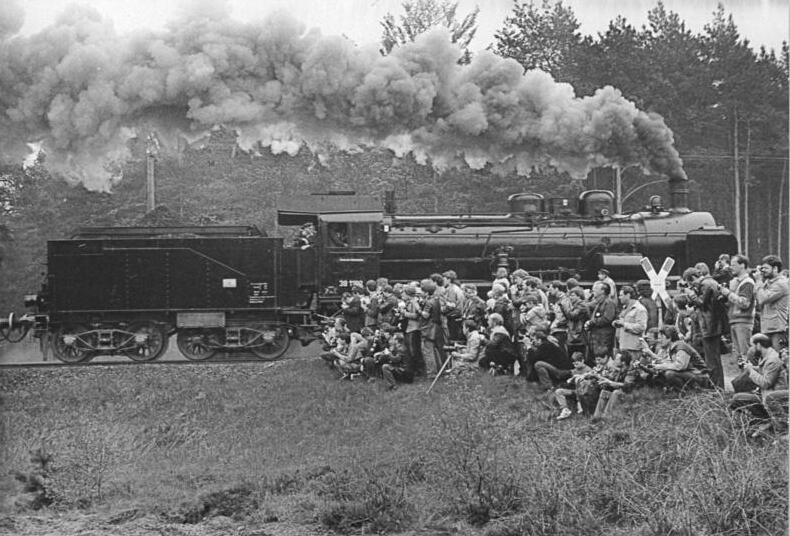
Řada fotografů na fotografické zastávce – pohled jednoho z fotografů v řadě

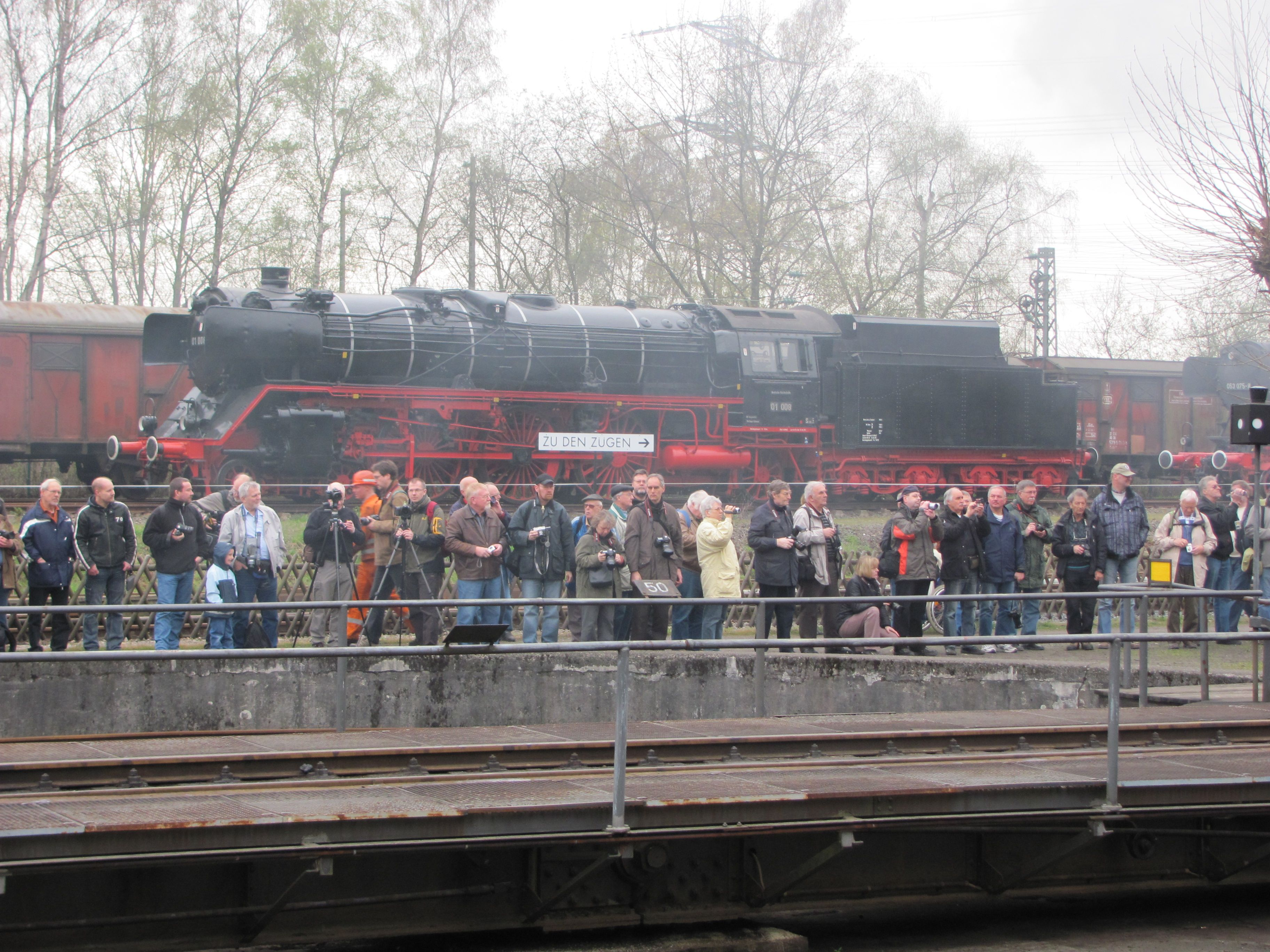
Řada fotografů při přehlídce lokomotivy v železničním muzeu Dahlhausen

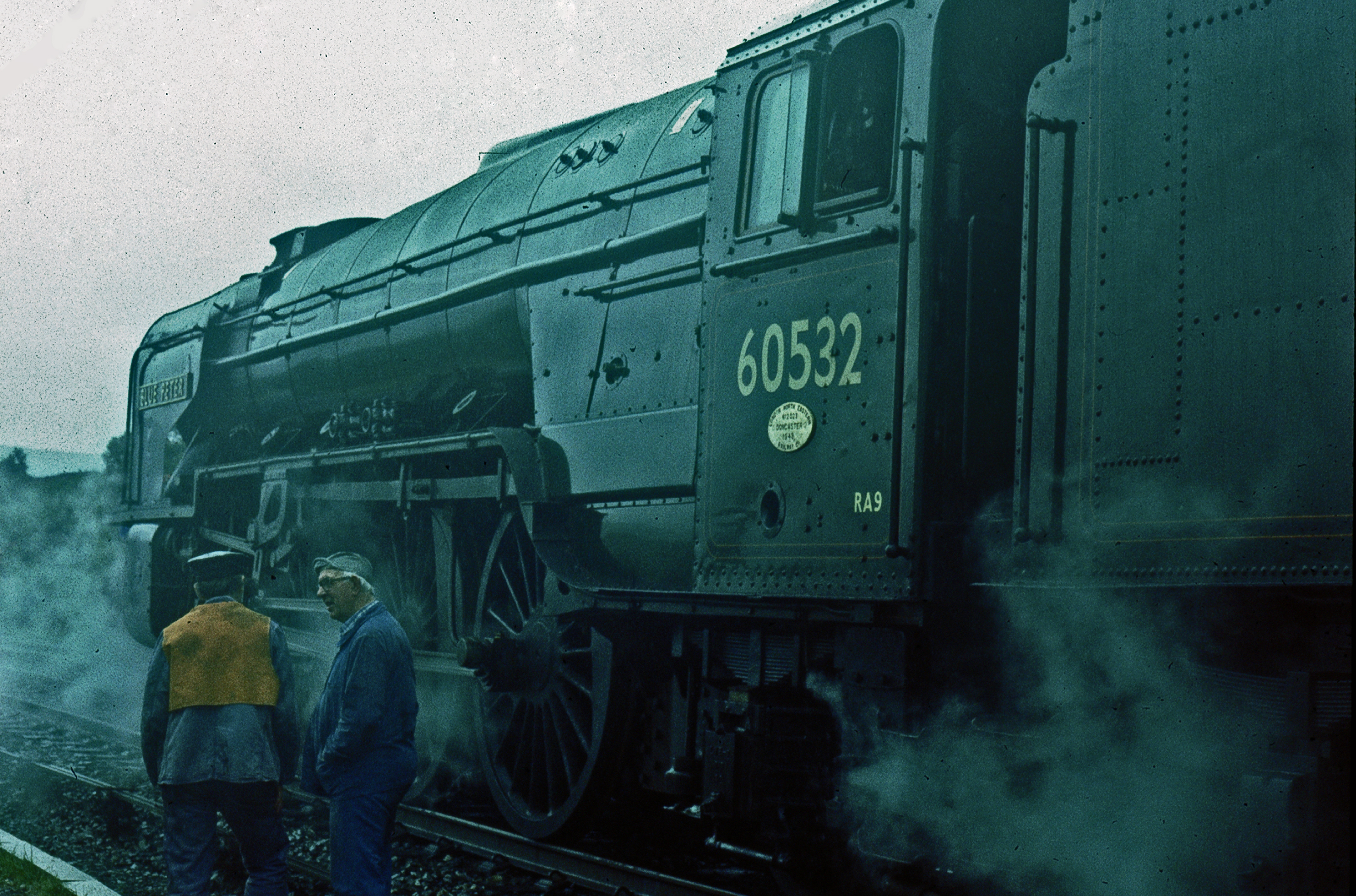
Výsledný snímek

Fotografická zastávka, fotozastávka, fotostop nebo z němčiny fotohalt označuje místo zastavení zvláštního vlaku nebo jiného dopravního prostředku k zinscenování události pro fotografy, filmaře a diváky.
Vlak obvykle zastaví na kompozičně, situačně nebo místně zajímavých místech nebo typicky po určité ujeté vzdálenosti. Cestující, kteří chtějí sledovat události zvenku, vystoupí. Vlak například kousek popojede, nebo se odehraje děj podle daného scénáře. Po zhlédnutí, nafotografování, případně nafilmování scény lidé pak do vlaku opět nastoupí a cesta pokračuje.
Nepsaná pravidla fotografického zastavení vyžadují dodržování fotografické řady, ze které se pořizují záběry vlaku. Je důležité, aby žádný účastník nebyl mezi touto řadou a fotografovanou krajinou tak nevhodně, aby překážel ostatním fotografům v kompozici.
Mezi nejčastější místa, která jsou vhodná, patří mosty, nadjezdy, výjezdy z tunelů, známá kulturní místa, krajiny obsahující panorama kostelní věže, hrady nebo památky. Prostředí může být také technického rázu, například depa, točny, jeřáby, vodárny a další. Fotozastávky mohou být statické, nebo v pohybu. V druhém případě vlakvedoucí nechá účastníky vystoupit, pak se několik set metrů vrátí zpátky a projede trasu znovu, aby se zvýšila realita fotografií nebo filmových nahrávek. Pro zvýšení efektu může vlak při jízdě houkat nebo pouštět z komína kouř. Během scény je vyžadováno absolutní ticho, aby byla zajištěna vysoká kvalita zvukových stop. Pokud se však lidé v záběru objeví, je nutné je vnímat jako součást scénáře. Pro navození dojmu jedoucího vlaku je například potřebné mít zavřené dveře. Toto a další pravidla však znamenají, že většina účastníků pořídí velmi podobné snímky.
Přestože je pojem fotografická zastávka odvozený z železnice, může být také použit pro jiné druhy dopravy než železniční, například speciálních tramvají, autobusů, trolejbusů a dalších dopravních prostředků.
Vzhledem k bezpečnosti účastníků a hrozícímu určitému riziku jsou fotografické zastávky prováděny se zvláštními předpisy chování, jež mají zajistit bezpečnost, pořádek a hladký chod.